# Мостки (Гомельская область)
Мостки (бел. Масткі) — посёлок в Гадиловичском сельсовете Рогачёвского района Гомельской области Беларуси.
На юге граничит с лесом.

## География

### Расположение
В 16 км на юго-восток от районного центра и железнодорожной станции Рогачёв (на линии Могилёв — Жлобин), 116 км от Гомеля.

### Гидрография
На реке Углянка (приток реки Днепр).

## Транспортная сеть
Рядом автодорога Химы — Гадиловичи. Планировка состоит из короткой прямолинейной меридиональной улицы (вдоль реки), к которой с запада присоединяется переулок. Жилые дома деревянные, усадебного типа.

## История
Основан в начале XX века переселенцами из соседних деревень. В 1931 году жители вступили в колхоз. Во время Великой Отечественной войны действовала подпольная группа (руководитель М. С. Филипов). В декабре 1943 года оккупанты сожгли 23 двора. 13 жителей погибли на фронте. Согласно переписи 1959 года в составе колхоза «Советская Беларусь» (центр — деревня Гадиловичи).

## Население

### Численность
- 2004 год — 28 хозяйств, 40 жителей.

### Динамика
- 1925 год — 10 дворов.
- 1940 год — 24 двора, 155 жителей.
- 1959 год — 199 жителей (согласно переписи).
- 2004 год — 28 хозяйств, 40 жителей.